# Fall Kremlin
Fall Kremlin was de codenaam van een afleidingsmanoeuvre voorafgaand aan het Duitse zomeroffensief in 1942.

## Geschiedenis
Fall Kremlin moest bij de leiders van de Sovjet-Unie de indruk wekken dat de Duitsers in de zomer van 1942 Moskou zouden aanvallen. In feite hadden de Duitsers al lang daarvoor besloten dat de aanval meer zuidelijk zou plaatsvinden, namelijk in de richting van de olievelden van de Kaukasus. 